# 二宮善基
二宮 善基（にのみや よしもと、1904年（明治37年）11月23日 - 1984年（昭和59年）10月9日）は、日本の実業家。日本興業銀行（現：みずほ銀行）副総裁、東洋曹達工業（現：東ソー）社長、経済同友会代表幹事。

## 来歴・人物
東京出身。東京府立第一中学校、東京帝国大学経済学部を卒業後、1927年（昭和2年）日本興業銀行に入行。1947年副総裁に就くが、翌年明るみに出た昭和電工事件で検挙される。しかし、のちに無罪が確定した。
1950年（昭和25年）に東京化工、1954年には東洋曹達社長となり、以来化学業界のリーダ役を果す。また大原総一郎、中山素平と協議し、興銀設立60周年事業の一環として、次代の化学工業の礎となる技術の種を生み出すことを目的とする中央研究所設立への援助が決め、1960年（昭和35年）に相模中央化学研究所が発足する。
一方で財界活動でも活躍し、1962年（昭和37年）には水上達三とコンビを組んで経済同友会代表幹事に就任した。このほか桐朋学園音楽科後援会世話人（会長は遠山元一）を担い、学校法人北里研究所では、二宮の業績を称えて「二宮善基記念賞」（二宮賞）を創設し、生命科学領域で優れた業績を残した40歳未満の若手研究者を表彰している。
晩年は、交通安全教育の普及に尽力。財団法人日本交通安全教育普及協会会長や本田藤沢記念財団法人国際交通安全学会理事などを歴任した。
1984年10月9日に死去。葬儀は東洋曹達の社葬として青山葬儀所で執り行われた。

## 関連書籍
- 東洋曹達工業株式会社広報室編 『二宮善基 八十年の生涯』東洋曹達工業、1985年。